# فرسان سيدونيا
فرسان سيدونيا (باليابانية: シドニアの騎士، بالروماجي: Shidonia no Kishi) هي سلسلة مانغا يابانية من تأليف تسوتومو نيهي، نشرت من قبل كودانشا في مجلة أفترنون الشهرية، منذ 25 أبريل عام 2009 حتى 25 سبتمبر 2015، وتم تجمع فصول المانغا في 15 مجلد تانكوبون. أنتجت إلى مسلسل أنمي من قبل استوديو الصورة المضلعة [الإنجليزية]، عرض الأنمي في 11 أبريل عام 2014 واستمر عرضه حتى 26 يونيو عام 2015، وتكون من 24 حلقة.

## القصة
تدور أحداث القصة ناغاتي تانيكازي الذي عاش في أعماق سفينة فضائية تسمى سيدونيا، منذ الولادته كان تحت رعاية جده، ولم يلتقى أي شخص آخر، كان يتدرب كل يوم منذ أن كان طفلا على جهاز محاكاة غاردين، وبعد موت جده قرر الخروج إلى السطح السفينة من أجل أن يصبح طيار غاردين.

## الشخصيات

### الشخصيات الرئيسية
ناغاتي تانيكازي (باليابانية: 谷風 長道، بالروماجي: Tanikaze Nagate)
أداء صوتي: ريوتا أوساكا
شيزوكا هوشيجيرو (باليابانية: 星白 閑، بالروماجي: Hoshijiro Shizuka)
أداء صوتي: أيا سوزاكي
تسوموغي شيراوي (باليابانية: 白羽衣 つむぎ، بالروماجي: Shiraui Tsumugi)
أداء صوتي: آيا سوزاكي
إيزانا شيناتوسي (باليابانية: 科戸瀬 イザナ، بالروماجي: Shinatose Izana)
أداء صوتي: أكي تويوساكي
يوهاتا ميدوريماوا (باليابانية: 緑川 纈، بالروماجي: Midorikawa Yuhata)
أداء صوتي: هيساكو كانيموتو

### شخصيات أخرى
نوريو كوناتو (باليابانية: 岐神 海苔夫، بالروماجي: Kunato Norio)
أداء صوتي: تاكاهيرو ساكوراي
إيكو يامانو (باليابانية: 山野 栄子، بالروماجي: Yamano Eiko)
أداء صوتي: ناناكو موري
موتشيكوني أكاي (باليابانية: 赤井 持国، بالروماجي: Akai Mochikuni)
أداء صوتي: سوما سايتو
هيناتا موموسي (باليابانية: 百瀬日向، بالروماجي: Momose Hinata)
أداء صوتي: هيرومي إغاراشي
كاشيوادي أوكي (باليابانية: 青木 柏手، بالروماجي: Aoki Kashiwade)
أداء صوتي: شينوبو ماتسوموتو
إيزومو ميدوريكاوا (باليابانية: 緑川 出雲، بالروماجي: Midorikawa Izumo)
أداء صوتي: يوتو سوزوكي
إيتان ساماري (باليابانية: サマリ イッタン، بالروماجي: Samari Ittan)
أداء صوتي: أتسوكو تاناكا
كويتشي تسوروتشي (باليابانية: 弦打 攻市، بالروماجي: Tsuruuchi Kōichi)
أداء صوتي: كوسكي توريومي
إيتشيرو سي (باليابانية: 勢威 一郎، بالروماجي: Seii Ichirō)
أداء صوتي: توموهيرو تسوبوي
شقيقة هاناكا
أداء صوتي: إيري كيتامورا
كابتن كوباياشي (باليابانية: 小林艦長، بالروماجي: Kobayashi-kanchō)
أداء صوتي: ساياكا أوهارا
هيروكي سايتو (باليابانية: 斎藤 ヒロキ، بالروماجي: Saitō Hiroki)
أداء صوتي: ريكيا كوياما
يوري شيناتوسي (باليابانية: 科戸瀬 ユレ، بالروماجي: Shinatose Yure)
أداء صوتي: ماميكو نوتو
لالا هياما (باليابانية: ヒ山 ララァ، بالروماجي: Hiyama Rarā)
أداء صوتي: ساتومي أراي
أوتشياي (باليابانية: 落合، بالروماجي: Ochiai)
أداء صوتي: تاكيهيتو كوياسو
نومي تاهيرو (باليابانية: 田寛 ヌミ، بالروماجي: Tahiro Numi)
أداء صوتي: رينا ساتو
ساساكي (باليابانية: 佐々木، بالروماجي: Sasaki)
أداء صوتي: تاكاكو هوندا
شينسوكي تانبا (باليابانية: 丹波 新輔، بالروماجي: Tanba Shinsuke)
أداء صوتي: أوسامو ساكا
موزوكو كوناتو (باليابانية: 岐神 海蘊، بالروماجي: Kunato Mozuku)
أداء صوتي: أياني ساكورا
كريسون هوك موث (باليابانية: 紅天蛾، بالروماجي: Benisuzume)
أداء صوتي: آيا سوزاكي
ريوكو تاكاهاشي (باليابانية: 高橋 亮子، بالروماجي: Takahashi Ryōko)
أداء صوتي: تشارمايني تان

## وصلات خارجية
- فرسان سيدونيا على موقع كودانشا باللغة اليابانية
- الأنمي الرسمي باللغة اليابانية
- فرسان سيدونيا على موقع فيلمافينيتي (الإسبانية)
- فرسان سيدونيا على موقع ANN manga (الإنجليزية)